# بيتر رينر
بيتر رينر (بالإنجليزية: Peter Renner) هو منافس ألعاب قوى نيوزيلندي، ولد في 27 أكتوبر 1959 في موسجيل ‏ في نيوزيلندا.

## وصلات خارجية
- بيتر رينر على موقع الاتحاد الدولي لألعاب القوى (الإنجليزية)
- بيتر رينر على موقع أوليمبيديا (الإنجليزية)